# Shaun Francis
Shaun Francis (Mandeville Jamaica), 2 oktober 1986) is een Jamaicaans voetballer. In 2014 verruilde hij Chicago Fire voor San Jose Earthquakes.

## Clubcarrière
Francis werd in de MLS SuperDraft 2010 als drieënzestigste gekozen door Columbus Crew. Hij maakte zijn competitiedebuut op 17 juli 2010 tegen New York Red Bulls. Hij verliet de club op 27 juni 2012. In februari 2013 had hij een trainingsstage bij Philadelphia Union. Dit leverde hem echter geen contract op en hij tekende uiteindelijk op 27 maart 2013 bij Charlotte Eagles. Na nog geen half jaar bij de Eagles tekende hij op 10 juli 2013 alweer bij Chicago Fire. Op 24 januari 2014 tekende hij bij San Jose Earthquakes nadat de club hem had geselecteerd in de MLS Re-Entry Draft 2013.

## Interlandcarrière
Francis maakte zijn debuut voor Jamaica op 10 oktober 2010 tegen Trinidad en Tobago. Hij scoorde zijn eerste interlanddoelpunt op 29 november 2010 tegen Guadeloupe.